# Robertson Massif
Robertson Massif är en bergskedja i Antarktis. Den ligger i Östantarktis. Nya Zeeland gör anspråk på området.